# التصوير السينمائي الوطني في أوكرانيا
التصوير السينمائي الوطني في أوكرانيا ( (بالأوكرانية: Національна кінематека України (НКУ))) هو استوديو سينمائي أوكراني خرج من استوديو كييفناوخ الشهير بعد تفكك الاتحاد السوفيتي .

## تاريخ المعهد
في أوائل ثلاثينيات القرن العشرين، تم افتتاح قسم "تيك فيلم" ، وهو قسم متخصص في الأفلام التعليمية، في
استوديوهات دوفجينكو للأفلام . في 1 يناير 1941، تم تحويل القسم إلى استوديو سينمائي يحمل نفس الاسم - "تك فيلم". في عامي 1942-1944، تم إخلاء الاستوديو إلى طشقند ، أوزباكستان .حيث تم إنتاج أفلام تعليمية ودعائية للجيش السوفييتي . في عام 1944، تم نقل الاستوديو إلى كييف بأوكرانيا .
في عام 1954، تمت إعادة تسميته إلى استوديو كييف للأفلام العلمية الشعبية (المختصر - كييف نوكفيلم ).
في عام 1966، تم بناء مجمع استوديو حديث في (نكو). ويحتوي على عدة أجنحة ومختبر سينمائي وورش عمل للرسوم المتحركة الفنية والتقنية. في ذلك الوقت، أنتج الاستوديو أكثر من 400 فيلم علمي شعبي، ورسوم متحركة، ودعاية ، وتعليمي، وترويجي كل عام. حصل أكثر من 300 فيلم تم إنتاجها في متحف الفن المعاصر على جوائز ودبلومات في المهرجانات السينمائية الوطنية والدولية.[بحاجة لمصدر]
تم فصل قسم أفلام الرسوم المتحركة عن نكو تحت اسم أوكرنيمافيلم .
منذ أكتوبر 2015، تم رفع دعوى إفلاس ضد نكو.

## أفلام مختارة

### الرسوم المتحركة
- موفا تفارين (1967)
- من يفكر في الخارج؟ (1970)
- اليوغا الهندية — من هو؟ (سيريبرينكوف ألمار 1970)
- لونا العاطفي (1977)
- تشاركا فافيلوفا (أناتولي بورسيوك، 1984)
- تجربة إحساس واحد (1985)
- الطبعة الثانية (1985)
- أحذية مع مجموعة متنوعة من الأشياء
- تولكوفانيي سنوفيديني (1989)
- ميسيا راوليا فالينبيرجا (1990)
- تري بانكي في المخطط (1991)
- إينييدا (1991)
- كيف تلعب لعبة الهوكي (1995)

### العلوم الشعبية/الأفلام الوثائقية
- نيفيدوما أوكرانيا / أوكرانيا غير معروفة (1993)